# Garbierze
Garbierze – historyczna osada leśna w zachodniej części Sławkowa, obecnie niezamieszkane. W jej miejscu znajduje się Euroterminal Sławków. Leży na południe od Kozibrodka i na zachód od Grońca. Od południa graniczy z sosnowieckimi Cieślami.
W latach 1870–1954 Garbierze miały status gromady w gminie zbiorowej Sławków, w latach 1954–1961 wchodziła w skład gromady Niwa, a 31 grudnia 1961 zostały włączone do Sławkowa (w latach 1977–1984 wraz z nim w Dąbrowie Górniczej). W okresie II wojny światowej funkcjonowała nieoficjalnie niemiecka nazwa Gerberau O.S..